# Kepler-68 d
Kepler-68 d est une planète géante gazeuse avec une masse estimée presque équivalente à celle de Jupiter ou supérieure,,. Elle orbite en zone habitable, à 1,4 UA de son étoile parente, Kepler-68, une étoile de type G de la séquence principale qui est donc semblable au Soleil,,.
Elle est située à une distance de la Terre qui est estimée entre 125 et 145 parsecs (135 ± 10), soit environ 407 à 473 années-lumière,.
Elle a été découverte par la méthode des vitesses radiales. Si elle orbitait dans notre système solaire, elle se trouverait presque sur l'orbite de Mars, mais légèrement plus près du Soleil.

## Découverte
Après que les planètes Kepler-68 b et Kepler-68 c ont été découvertes par observation de leurs transits devant leur étoile, des mesures de spectroscopie Doppler ont été utilisées pour compléter les observations. C'est dans le cadre de cette recherche que Kepler-68 d a été découverte.